# Borj El Ksar
Le borj El Ksar (arabe : برج القصر) est l'un des forts de la médina de Sfax. 

## Localisation et histoire
Le fort occupe l'angle nord-ouest de la médina, les autres angles étant occupés par la kasbah, le borj Ennar et le borj Masouda. Il est proche de Bab El Ksar.
Le borj El Ksar est probablement bâti entre les XIe et XIIe siècles. La présence d'arcades très similaires à celles de la grande mosquée, de la kasbah et de l'entrée du fondouk El Haddadine confirme cette hypothèse.

## Architecture
Le fort comporte trois tours : deux au niveau de la façade nord et une à l'ouest. Elles sont connectées par des galeries et des cours qui ont disparu à cause de constructions aléatoires au sein de la médina. Il est centré sur une rue principale de direction nord-ouest/sud-est où, à l'extrémité sud, se trouve une petite allée plafonnée appelée Sbat El Ksar. Cette dernière comporte deux portes séparées par une cour et qui, fermées, isolent le borj El Ksar du reste de la médina. Au-dessous du borj El Ksar, on trouve Feskiyet El Fendri.